# Лемингтон (Јута)
Лемингтон (енгл. Leamington) град је у америчкој савезној држави Јута.

## Демографија
По попису из 2010. године број становника је 226, што је 9 (4,1%) становника више него 2000. године.
| Група             | 2000.       | 2010.       |
| Белци             | 212 (97,7%) | 224 (99,1%) |
| Афроамериканци    | 1 (0,5%)    | 0 (0,0%)    |
| Азијати           | 0 (0,0%)    | 1 (0,4%)    |
| Хиспаноамериканци | 3 (1,4%)    | 1 (0,4%)    |
| Укупно            | 217         | 226         |